# Сфрагида
Сфрагида (от др.греч. σφραγίς, σφραγῖδα — «печать», sphragis) — название поэтического приема, при котором имя автора произведения каким-то образом использовалось в тексте, чтобы стать неотъемлемой его частью (ритмически или в рифму). Прием возник для сохранения авторства произведений в дописьменную эпоху, при распространении из уста, однако оставался стойким и в последующие времена, включая употребления в поэзии XX века.
«Юнна Мориц, / Мориц Юнна, / в дивной музыке имен / Юнна — солнечна и лунна, / Мориц — молод и влюблен».

## Практика
Хорошо известны древнегреческие сфрагиды. В частности, в античном мир имим был известен поэт-эпиграмматист Фокилид, который во многие эпиграммы вставлял строку: «И это сказал Фокилид». В западноевропейском средневековье подобное также практиковалось, так, народный немецкий поэт 16 века Ганс Сакс заканчивал стихотворные шванки, песни, легенды, притчи и масляничные пьесы строками, в которые вписывал свое имя.
Восточная поэтика практиковала упоминание прозвища-псевдонима автора (т. н. «тахаллус») в тексте стихотворения (см. Алишер Навои).
Более узкое употребление, особенно популярное у криптолитературоведов — зашифрованное имя автора в произведении, например, анаграммой.

## Термин
В литературоведении термин введен новейшими исследователями, в древности он в таком виде не использовался.
Основной для обозначения этого приема данным словом стали два, возможно, связанным между собой метафорические употребления этого термина в древности, оба из которых не до конца поняты: Феогнид (1) (19-23) говорит о том, что он ставил свою печать на свои стихи, чтобы защитить их от подделки, второе — у Поллукса.